# Salztorbrücke
Die Salztorbrücke überquert den Donaukanal in Wien und verbindet 1. und 2. Bezirk, die Innere Stadt und die Leopoldstadt.

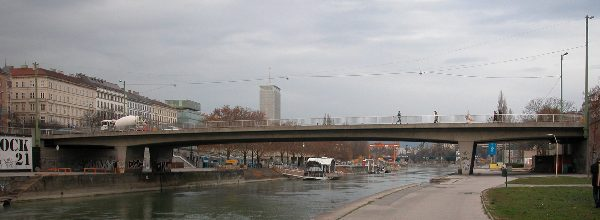
Salztorbrücke über den Donaukanal. Blick vom 2. zum 1. Bezirk und zum Ringturm

## Lage
Neben dem Namen Salztorbrücke weisen auch noch die Salztorgasse, die vom 1. Bezirk aus zur Brücke führt, die Salzgasse sowie die Gasse namens Salzgries auf den einst hier betriebenen Salzhandel hin. Außerdem befand sich 1546 bis 1564 in diesem Bereich das Kaiserliche Arsenal, wo Kriegsschiffe für die Donau hergestellt wurden.
In seiner Planung für den Donaukanal sah Otto Wagner im 19. Jahrhundert oberhalb der Salztorbrücke am rechten Ufer – am Franz-Josefs-Kai – den Standort für den zentralen Fischmarkt von Wien vor. Die ansonsten immer steil abfallende Kaimauer ist in diesem Abschnitt als Treppenkai gestaltet. Der Fischmarkt bestand hier von 1904 bis zu seiner Schließung im Jahr 1972.
Oberhalb der Salztorbrücke fährt vom linken Ufer des Donaukanals (2. Bezirk) das „Nationalparkboot“ zum Nationalpark Donau-Auen in der Lobau ab.

## 1827–1884: Karlskettensteg
Der Karlskettensteg (auch Karls-Steg) wurde 1827 / 1828 als Kettenhängebrücke erbaut und nach Erzherzog Karl, dem Sieger der Schlacht bei Aspern gegen Napoléon Bonaparte, benannt. 1870 musste der Steg abgerissen werden, da es durch sein geringes Eigengewicht immer wieder zu Schwingungen der Brücke kam. Danach wurde ein hölzernes Sprengwerk als Ersatz errichtet, welches 14 Jahre lang hielt.

## 1884–1945: Stephaniebrücke, Salztorbrücke

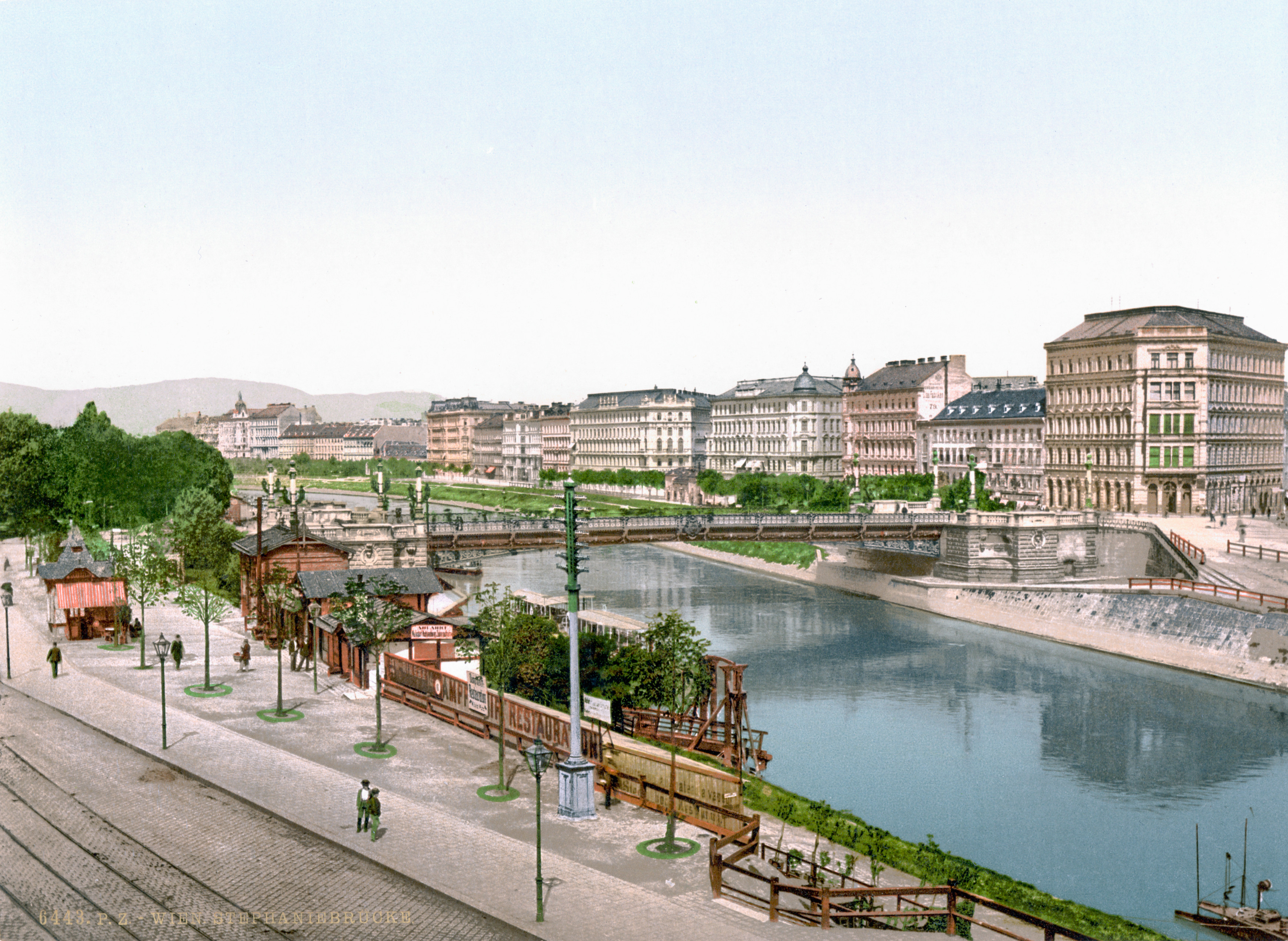
Stephaniebrücke um 1900

Da es sich beim Karlskettensteg nur um einen schmalen Steg handelte, wurde 1884 bis 1886 eine breitere Brücke errichtet, die nach Kronprinzessin Stephanie, der Gattin von Kronprinz Rudolf, den Namen Stephaniebrücke erhielt. Architekt war Otto Hieser, leitender Ingenieur Adolf Schmid von Schmidsfelden.
Zwischen 1886 und 1901 bestand auf dem Leopoldstädter Ufer nächst der Brücke (gegenüber Obere Donaustraße 73) der Ausgangspunkt (Stationsgebäude) der nach Stammersdorf bzw. Groß-Enzersdorf führenden Strecke der Dampftramway-Gesellschaft vormals Krauss & Comp., die am 5. Juni 1886 eröffnet wurde. Als Folge des Kaiausbaus (Donauregulierung) musste das Gleis zwischen Stephanie- und Augartenbrücke Mitte 1901 abgetragen werden, womit sich die Station Augartenbrücke, für die bereits 1886 eine Personenhalle sowie ein Lastenbahnhof errichtet worden waren (Höhe der heutigen Roßauer Brücke), als bleibende End- und Abfahrtsstelle ergab. Die bis Mitte 1906 mehrmalig in Aussicht gestellte Wiedererrichtung des zur Stephaniebrücke führenden Streckenteils unterblieb. Mit der Verstadtlichung der Dampftramway bereits absehbar, teilte der Stadtrat der Betreiber-Gesellschaft mit, dass die Gemeinde Wien auf die Wiederherstellung der Strecke Augartenbrücke–Stephaniebrücke keinen Wert lege.
1890 plante die Wiener Tramway-Gesellschaft die Verlängerung der Radiallinien gegen das Centrum der Stadt. Im Rahmen dieses bereits beim k.k. Handelsministerium eingereicht gewesenen Vorhabens sollte eine vom Schottenring ausgehende, über Börse-, Concordiaplatz, Heinrichsgasse, Rudolfsplatz, Salztorgasse führende, strombetriebene Linie die Stephaniebrücke Richtung Praterstern befahren.
Für die gesteigerte Nutzung sowie Bedeutung der Brücke sorgte die Verlegung des am stadtseitigen Kanalufer gelegenen Fischmarkts. Am 14. Juni 1899 übersiedelte der an Freitagen geöffnete Markt wegen des Baues der Wiener Stadtbahn an das Leopoldstädter Ufer, wo er sich auf dem Kaistreifen zwischen dem Stationsgebäude der Dampftramway und der Schanzelkapelle auf 250 Metern ausbreiten durfte – verbunden mit den Gefahren der halbstündlich traversierenden Dampftramway. Am 23. April 1904 wurde der Markt auf die Stadtseite rückverlegt: unmittelbar oberhalb der Stephaniebrücke war der Zentral-Fischmarkt eingerichtet worden.
Nach dem Ende der Monarchie wurde die Stephaniebrücke 1919 von der sozialdemokratischen Stadtverwaltung in Salztorbrücke umbenannt, nach dem so genannten Salztor der Wiener Stadtmauer. Die Brücke war im 1. Bezirk dem Hotel Metropol benachbart, das 1938–1945 als Wiener Gestapo-Hauptquartier diente.
Im April 1945 wurde die Brücke im Zuge der Schlacht um Wien von den Verteidigern gegen die Rote Armee gesprengt.

## 1960–heute
Als letzte der im Krieg zerstörten Donaukanalbrücken wurde die Salztorbrücke 1960 / 1961 als Spannbetonbrücke nach einem Entwurf von Herbert Wycital wieder aufgebaut. Lichtraumbestimmungen und eine flache Straßennivellette führten zu einer besonderen Schlankheit des Riegels. Hierbei ist neben einer sehr geringen Konstruktionshöhe in der Mitte der Brücke von ca. 1,3 m eine mit 2 m gegenüber anderen Betonbrücken besonders stark verminderte Höhe über den Stielen hervorzuheben.
Die Brücke erreichte besonders hohe Vorspannkraft und höhere Druckbeanspruchung des Rahmenriegels. Um die Durchbiegung in Rahmen zu halten, wurden die Stiele durch eine Pendelwand und eine nur 20 cm dicke, vorgespannte Zugwand ersetzt, die mit Betonschürzen an den Seiten geschlossen wurden, die nicht mit der Zug- und Pendelwand verbunden sind.
Zur Aufnahme des Horizontalschubes wählte man Pressen, die das Fundament und die Kaimauer durch eine Fundamentstütze verbinden. Die Spannglieder wurden nach dem System Baur-Leonhardt gespannt. Die Verankerung der Spannen erfolgte durch Einbetonieren des Drahtpaketes.
Am 25. November 1961 wurde die neu gebaute Salztorbrücke von Vizebürgermeister Felix Slavik eröffnet. Neben ihr befindet sich heute im 2. Bezirk, am deshalb so benannten Friedrich-Wilhelm-Raiffeisen-Platz im Zuge der Hollandstraße, ein Hochhaus der Raiffeisen-Landesbank Niederösterreich-Wien.